# Stazione di Yamato-Saidaiji
La stazione di Yamato-Saidaiji (大和西大寺駅?, Yamato-Saidaiji-eki) è una stazione ferroviaria di interscambio situata nella città di Nara, nella prefettura omonima, in Giappone, servente le linee Nara, Kyoto e Kashihara delle Ferrovie Kintetsu.

## Linee
Ferrovie Kintetsu
● Linea Kintetsu Nara
● Linea Kintetsu Kyōto
● Linea Kintetsu Kashihara

## Aspetto
La stazione è costituita da 5 binari passanti in superficie con tre marciapiedi a isola (in totale i binari numerati sono 6, ma due di essi sono il medesimo, in quanto sono presenti le banchine su entrambi i lati).
| 1-2   | ■ Linea Kintetsu Nara      | per Kintetsu Nara                                                                                                 |
| 1-2   | ■ Linea Kintetsu Kashihara | per Tenri, Yamato-Yagi, Kashiharajingū-mae, Yoshino, Ise-Shima e Kintetsu Nagoya                                  |
| 3-4-5 | ■ Linea Kintetsu Nara      | per Gakuen-mae, Ikoma, Ōsaka Uehommachi, Ōsaka Namba, Amagasaki e Sannomiya                                       |
| 3-4-5 | ■ Linea Kintetsu Kyōto     | per Takanohara, Shin-Tanabe, Tambabashi, Kyoto e, via linea Karasuma della metropolitana di Kyoto, Kokusai Kaikan |
| 6     | ■ Linea Kintetsu Kashihara | per Tenri, Yamato-Yagi, Kashiharajingū-mae e Yoshino                                                              |
| 6     | ■ Linea Kintetsu Nara      | per Ōsaka Namba                                                                                                   |

## Stazioni adiacenti
| «                        | Servizio                                   | »                                       |
| Linea Kintetsu Nara      | Linea Kintetsu Nara                        | Linea Kintetsu Nara                     |
| ------------------------ | ------------------------------------------ | --------------------------------------- |
| Ayameike                 | Locale Semiespresso sezionale Semiespresso | Shin-Ōmiya                              |
| Gakuen-mae               | Espresso Espresso Rapido                   | Shin-Ōmiya                              |
| Linea Kintetsu Kyoto     |                                            |                                         |
| Heijō                    | Locale                                     | Shin-Ōmiya Amagatsuji                   |
| Takanohara               | Espresso                                   | Kintetsu Kōriyama Nishinokyō Shin-Ōmiya |
| Linea Kintetsu Kashihara |                                            |                                         |
| (Heijō)                  | Locale                                     | Amagatsuji                              |
| Takanohara               | Espresso                                   | Kintetsu Kōriyama Nishinokyō            |